# Новая Дмитровка (Харьковская область)
Новая Дмитровка (укр. Нова Дмитрівка), село,
Ильичовский сельский совет,
Изюмский район,
Харьковская область.
Код КОАТУУ — 6320483704. Население по переписи 2001 г. составляет 236 (114/122 м/ж) человек.

## Географическое положение
Село Новая Дмитровка находится в месте схождения небольших балок Круглая, Россоховатая, Малобобровая и Бобровая, по дну некоторых текут пересыхающие ручьи, на некоторых сделаны запруды.
- 1931 — дата образования Новодмитровского сельсовета.
- После 1977 года центр сельсовета был перенесён в Ильичёвку (с 2016 Родное).

## Экономика
- В селе есть молочно-товарная и овце-товарная фермы.

## Культура
- Школа.

## Достопримечательности
- Энтомологический заказник местного значения «Чабаное» (укр. Чабанне). Площадь 5,0 га. Заповедный участок размещен на склонах степной балки, которая с трёх сторон соседствует с пахотными землями, с востока защищена лесом. Растительность представлена кустарниковыми и ковыле-типчаковими степями с участием редких растений — видов ковыля и катрана татарского, ценных лекарственных растений. В энтомо-фауне преобладают степные мезофилы и ксерофилы, трофически связаные с растениями целинных степей. Выделяется комплекс насекомых-опылителей люцерны: мелитта заячья, эуцера, антофоры, номия диверзипес, шмель степной, в том числе и редкие виды, которые занесены в Красную книгу Украины — рофитоидес серый, мелиттурга булавоусая, шмели: глинистый, моховый.[1]